# 国家体育总局射击射箭运动管理中心

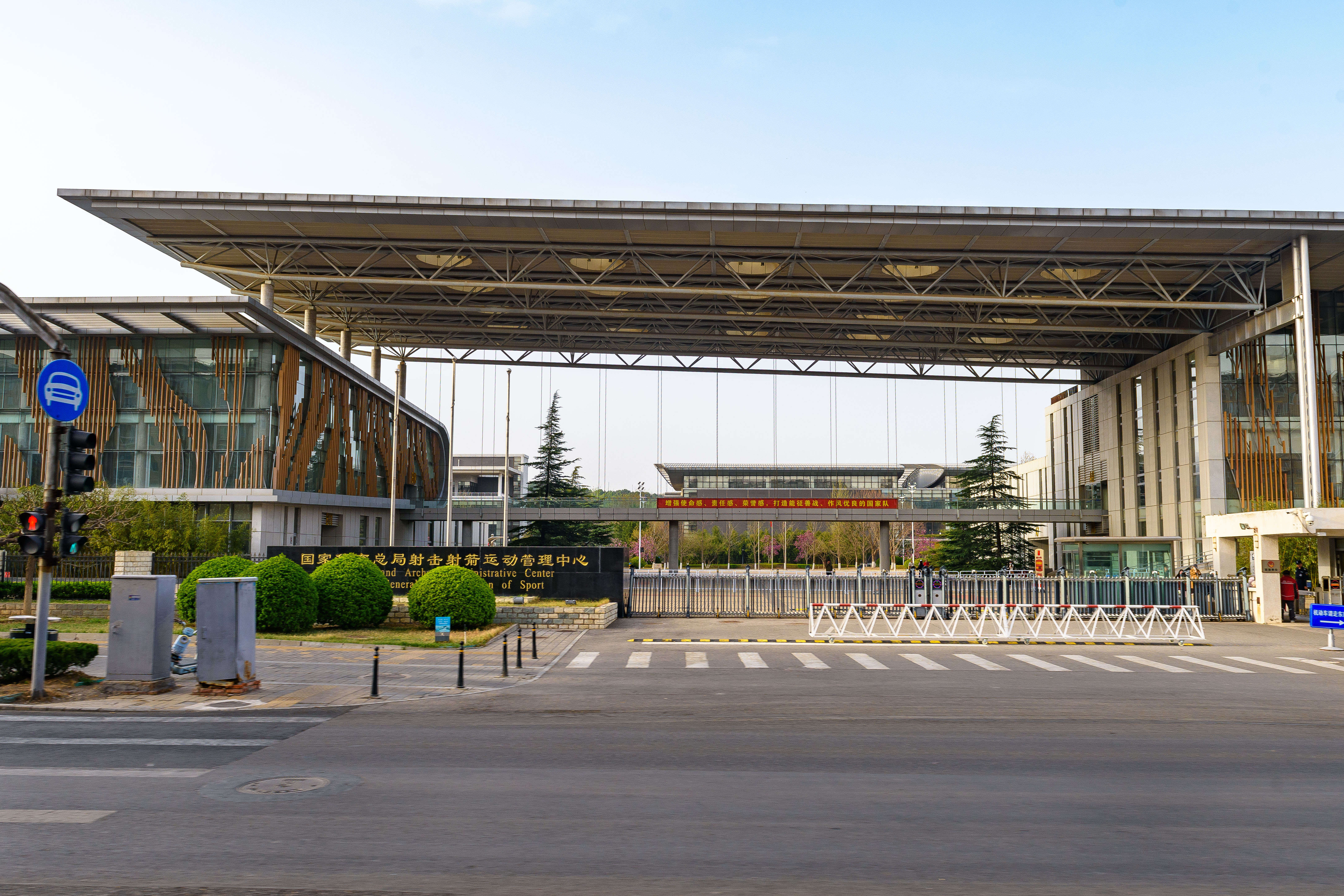
北京射击馆门口挂有射击射箭运动管理中心的名称

国家体育总局射击射箭运动管理中心（英语：Shooting and Archery Management Center of General Administration of Sport of China），是中华人民共和国国务院直属机构国家体育总局下属的一个事业单位，位于北京市石景山区苹果园街道香山南路103号。主要负责中国射击射箭运动的业务管理，工作内容包括统一管理中国境内的射击射箭项目发展规划、运动队伍建设、组织中国大陆境内竞赛、中国大陆与国际单项体育协会联络、中国国家队训练、竞赛和保障等工作。

## 组织结构
- 办公室
- 人事部
- 保卫部
- 后勤服务部
- 社会发展部
- 财务部
- 场馆部
- 射击运动部
- 射箭运动部
- 科技训练和反兴奋剂部
- 党委办公室（纪委办公室）
- 中国国家射箭队
- 中国国家射击队
- 中国国家飞碟射击队